# Dolomie
Ne doit pas être confondu avec Dolomite ou Dolomites.

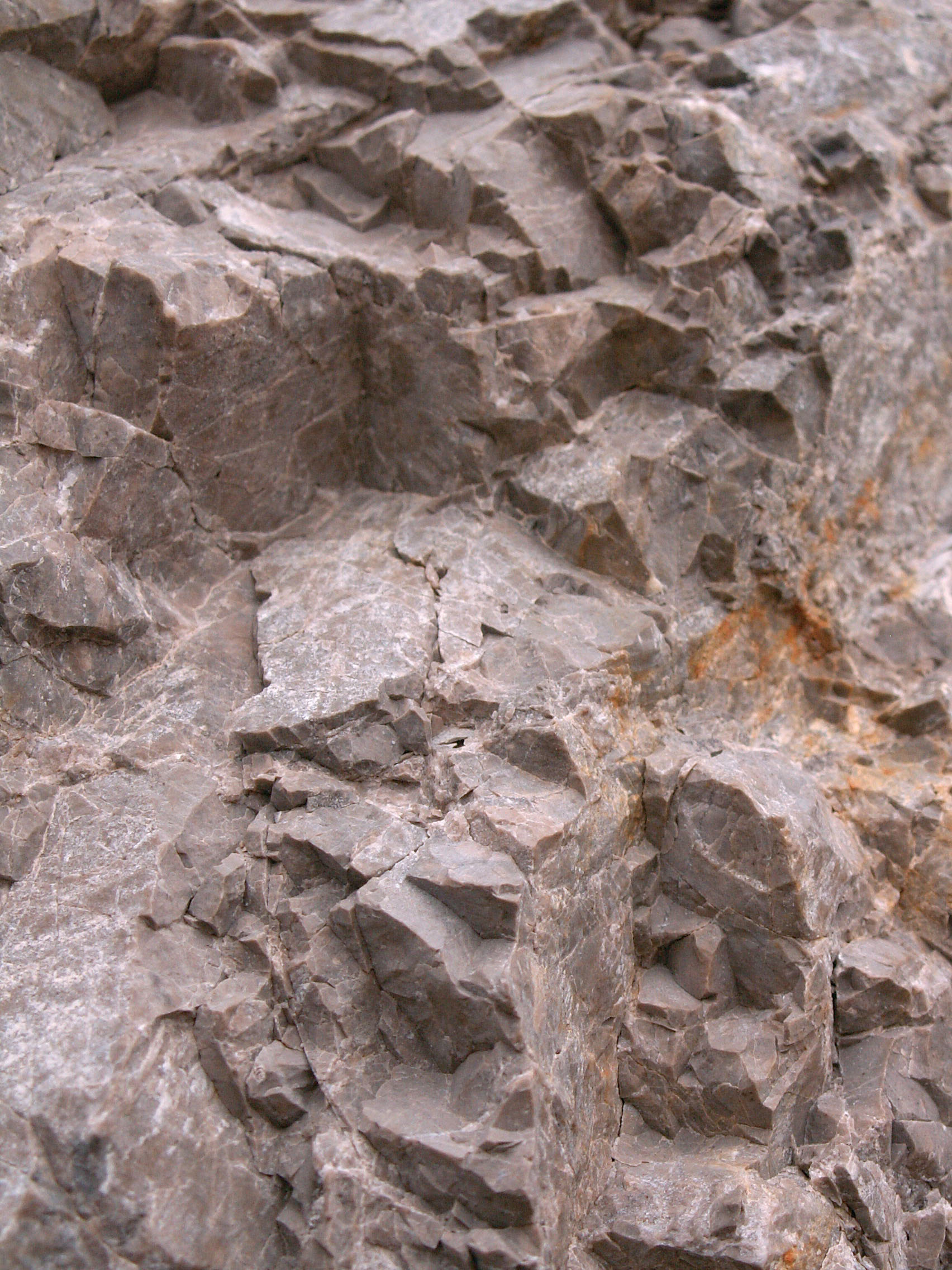

La dolomie est une roche sédimentaire carbonatée composée d'au moins 50 % de dolomite, un carbonate double de calcium et de magnésium, de composition chimique CaMg(CO3)2, qui cristallise en prismes losangiques (rhomboèdres). Son nom dérive de celui du géologue, minéralogiste et volcanologue français Déodat de Dolomieu, qui décrivit cette roche.
La dolomitisation est la formation de dolomie.

## Gîtologie
La dolomie est donc une roche sédimentaire composée principalement de dolomite (entre 50 et 100 %) et de calcite, qui n'ont pas la même densité (dolomite : 2,87 ; calcite : 2,71), jouant un rôle déterminant dans l'érosion de la roche.
Elle n'est pas effervescente à froid avec l'acide chlorhydrique dilué à 10 % comme le calcaire. La dolomie est insensible à la cryoclastie, et n'a donc pas subi les gels du quaternaire.
Son nom, donné par Nicolas Théodore de Saussure en 1796, vient de l'espèce minérale dominante : la dolomite et, au-delà, au géologue et naturaliste français Déodat Gratet de Dolomieu, qui l’analysa le premier à la fin du XVIIIe siècle.
Selon la genèse des dolomies on distingue :
- les dolomies primaires issues de la précipitation de dolomite dans des lagunes côtières des pays chauds. La précipitation directe de dolomite a longtemps été mise en question, considérant qu'il ne se formait plus de dolomite à la surface de globe. Entre 1909 et 1987, la thèse du gradualisme conduisait même la communauté géologique mondiale à accepter le fait que le taux de dépôt de dolomite était en diminution constante. Cette hypothèse a été profondément bousculée à la suite des travaux effectués par Judith McKenzie et Crisogno Vasconcelos sur la base de nouvelles analyses effectuées en 1987[3]. Ces deux chercheurs ont mis en évidence que la dolomite se formait dans des régions hostiles à toute forme de vie : aridité, pression, salinité, anaérobie, telles que la région sabkha sur la côte de la Trêve du Golfe Persique, à Abu Dhabi, ou dans le Laggoa Vermelha, un petit lagon côtier près de Rio de Janeiro sur lequel Vasconcelos travailla pour son doctorat. À partir du prélèvement de carottes sédimentaires, il démontra la présence concomitante de dolomite et de bactéries susceptibles de réduire le sulfate. Avec l'aide de lIdaho National Engineering Laboratories et de lEidgenössische Technische Hochschule, il obtint une image secondaire de microscope électronique à balayage montrant des grains de quartz couverts d'une couche "qui semblait être colonisée par des nanobactéries sous-sphériques."[4]. Ce qui les menaient à conclure que « prises ensemble, nos analyses fournissent une preuve concluante que la production bactérienne de la dolomite peut être réalisée dans des conditions anoxiques à basse température dans un temps relativement bref ». À partir de ces travaux, d'autres chercheurs tels Robert Folk, se sont alors emparés de cette découverte pour asseoir l'existence des nanobactéries[5]. Ainsi, au moment même où le mythe de la formation de la dolomite trouvait une résolution possible, il reprécipitait immédiatement sous la forme des nanotubes qui devenaient une nouvelle hypothèse à prouver pour la communauté scientifique[pas clair] ;
- les dolomies secondaires issues du remplacement d'une partie de la calcite par de la dolomite lors du processus de diagenèse (dolomitisation). Au cours de ce processus, le carbonate de calcium (CaCO3) est transformé en carbonate double de calcium et de magnésium par remplacement de la moitié des ions Ca2+ par des ions Mg2+.

Le processus précis de la dolomitisation est longtemps resté incompris, notamment parce qu'on n'arrivait pas à le reproduire au laboratoire. La dolomite est constituée de rangées alternées de cations Ca2+ et Mg2+ séparées par des polyanions CO2−
3 mais on a montré en 2023, par des simulations de Monte-Carlo, que les cristaux de dolomite qui précipitent initialement ont leurs cations disposés de façon désordonnée. La forte contrainte de surface qui en résulte inhibe la croissance au-delà de quelques couches. Ces surfaces désordonnées sont moins stables donc plus solubles que les surfaces ordonnées : à l'occasion de pluies ou d'inondations, elles se dissolvent et sont remplacées par des couches ordonnées. Les alternances de sur- et sous-saturation conduisent à des épisodes répétés de dissolution et de recristallisation, qui finalement rendent la croissance des cristaux dix millions de fois plus rapide qu'en leur absence. Ce processus a été reproduit au laboratoire à l'aide de pulsations électroniques produisant des cycles sursaturation/sous-saturation rapides : à raison de 4 000 cycles en deux heures, on a obtenu des cristaux épais de 360 couches CaMg(CO3)2,.

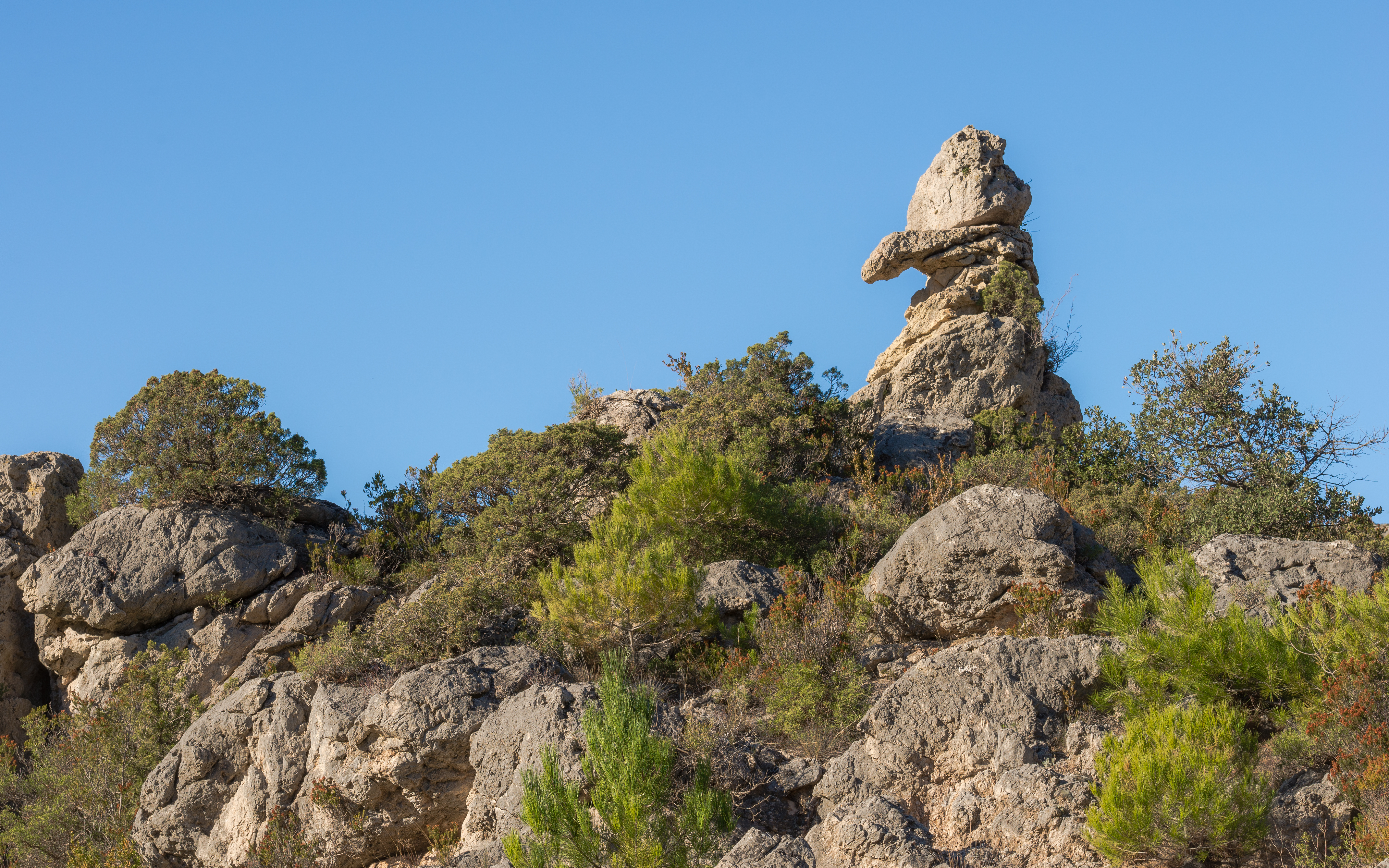
Dolomie à Mourèze, Hérault, France.

Calcaires dolomitiques et dolomies sont généralement plus poreux et perméables que les calcaires, et sont donc des cibles dans l'exploration pétrolière. Près de 70 % des réservoirs pétroliers carbonatés du globe concernent des dolomies ou calcaires dolomitiques.

### Gisements
Le magnésium étant bien moins soluble que le calcium, la dissolution produit une érosion différentielle à l'origine de reliefs ruiniformes (dédales de couloirs et de pinacles). On trouve ainsi de grandes formations de dolomie dans les paysages ruiniformes du Trias des Alpes, notamment les Dolomites dans le nord de l'Italie, ou dans les forêts de pierre dans les plaines de corrosion en Chine du Sud.
On observe aussi ces paysages sur les causses (Larzac par exemple) dont certains sont fameux : le cirque de Mourèze dans l'Hérault, Montpellier-le-Vieux sur le causse Noir, ou encore Nîmes-le-Vieux sur le causse Méjean ; il s'agit de lapiaz géants creusés par l'érosion dans la dolomie, véritables labyrinthes de rocs dont certains affectent parfois des formes excentriques: arches, silhouettes anthropomorphes, visages, etc.
Les massifs provençaux : Alpilles aux Baux-de-Provence ; massif de l'Étoile : Pilon du Roi, montagne du Baou Traouquas, massif de la Sainte-Baume localement au massif secondaire de la Lare ; plateau d'Agnis et de Siou Blanc, montagne de la Loube, barre de Cuers, Gros Bessillon, etc.
Le long de la Meuse, en Belgique, et plus particulièrement dans le Namurois, à Marche-les-Dames.

## Synonymie
- Ridolphite[9]
- Calcaire dolomitique
- Calcaire magnésien
- Chaux dolomitique
- Chaux magnésienne
- Pierre du Levant

## Végétation associée
La végétation sur sol dolomitique se caractérise par la présence de plantes calcicoles comme le ciste de Montpellier dans le sud de la France.

## Exploitation et utilisation
Les dolomies, constituées de carbonate de calcium et de magnésium, sont utilisées en tant que charge minérale dans de nombreuses applications: peintures et enduits, élastomères, papiers et revêtements de sol.
Elle est encore très utilisée en agriculture et en jardinage pour amender les sols acides ou pour retarder la formation de mousse (le sulfate de fer utilisé le plus souvent par les jardiniers amateurs acidifie encore plus le sol)

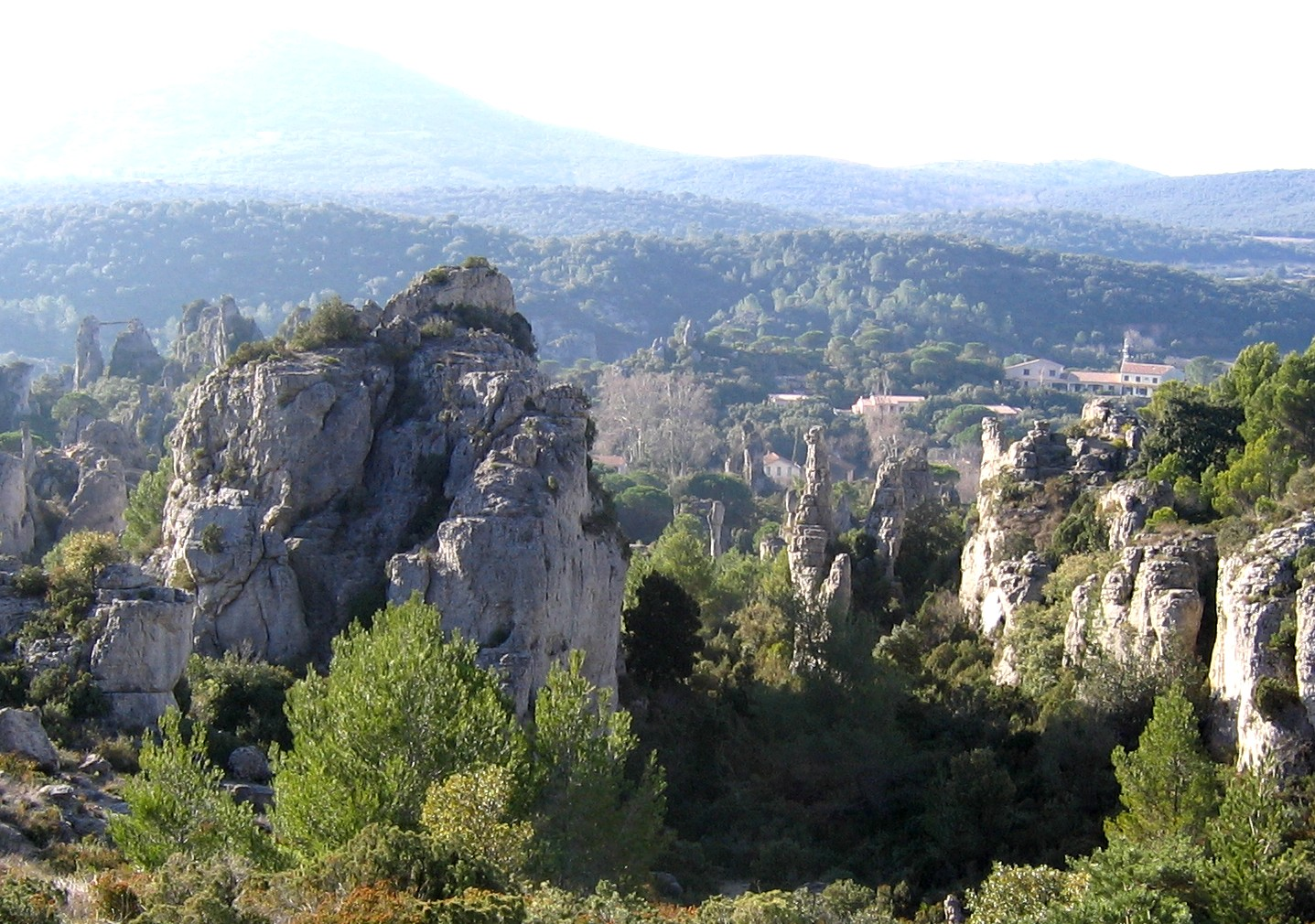
Cirque de Mourèze, Hérault, France.
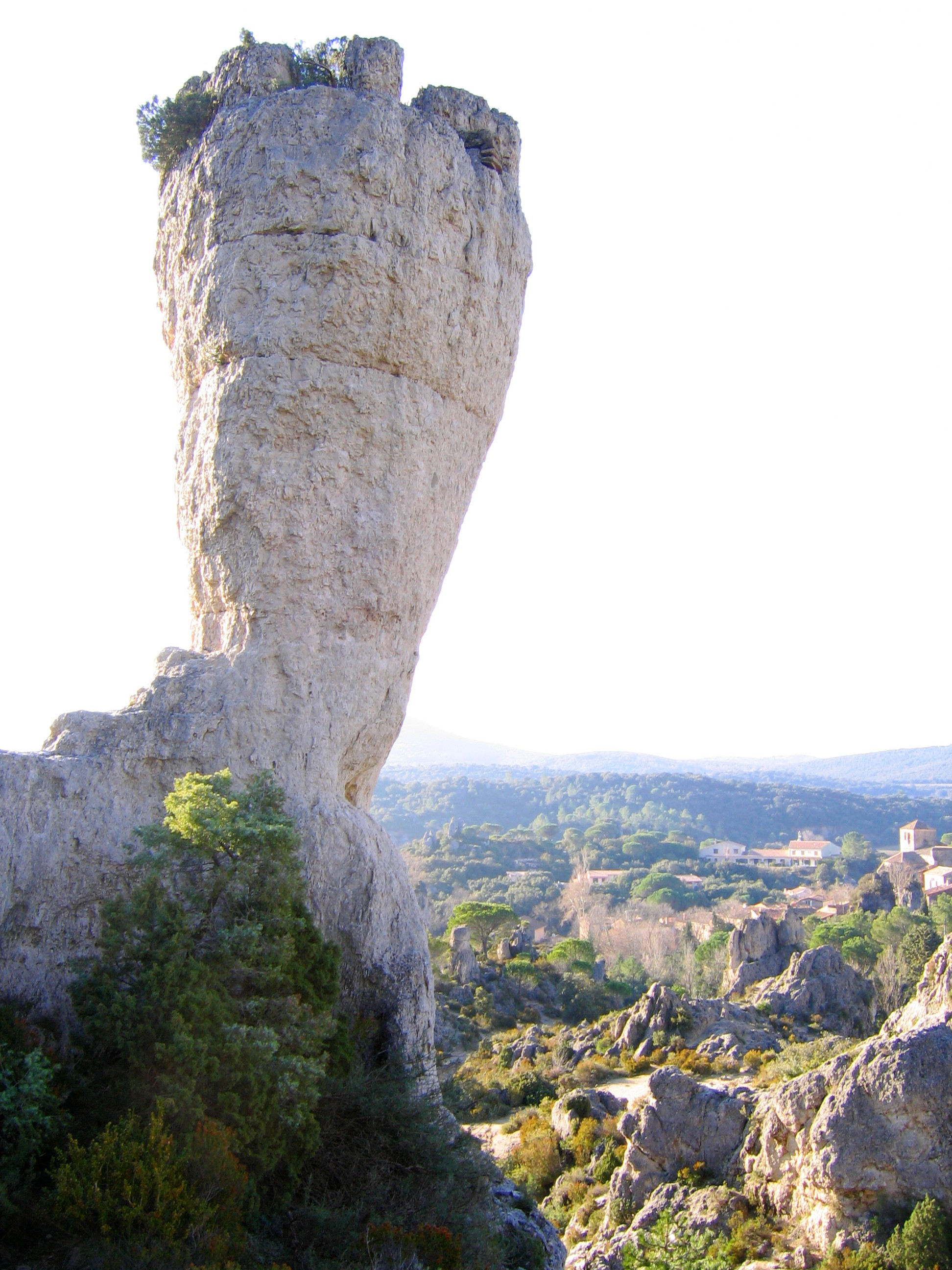
Cirque de Mourèze, Hérault, France.
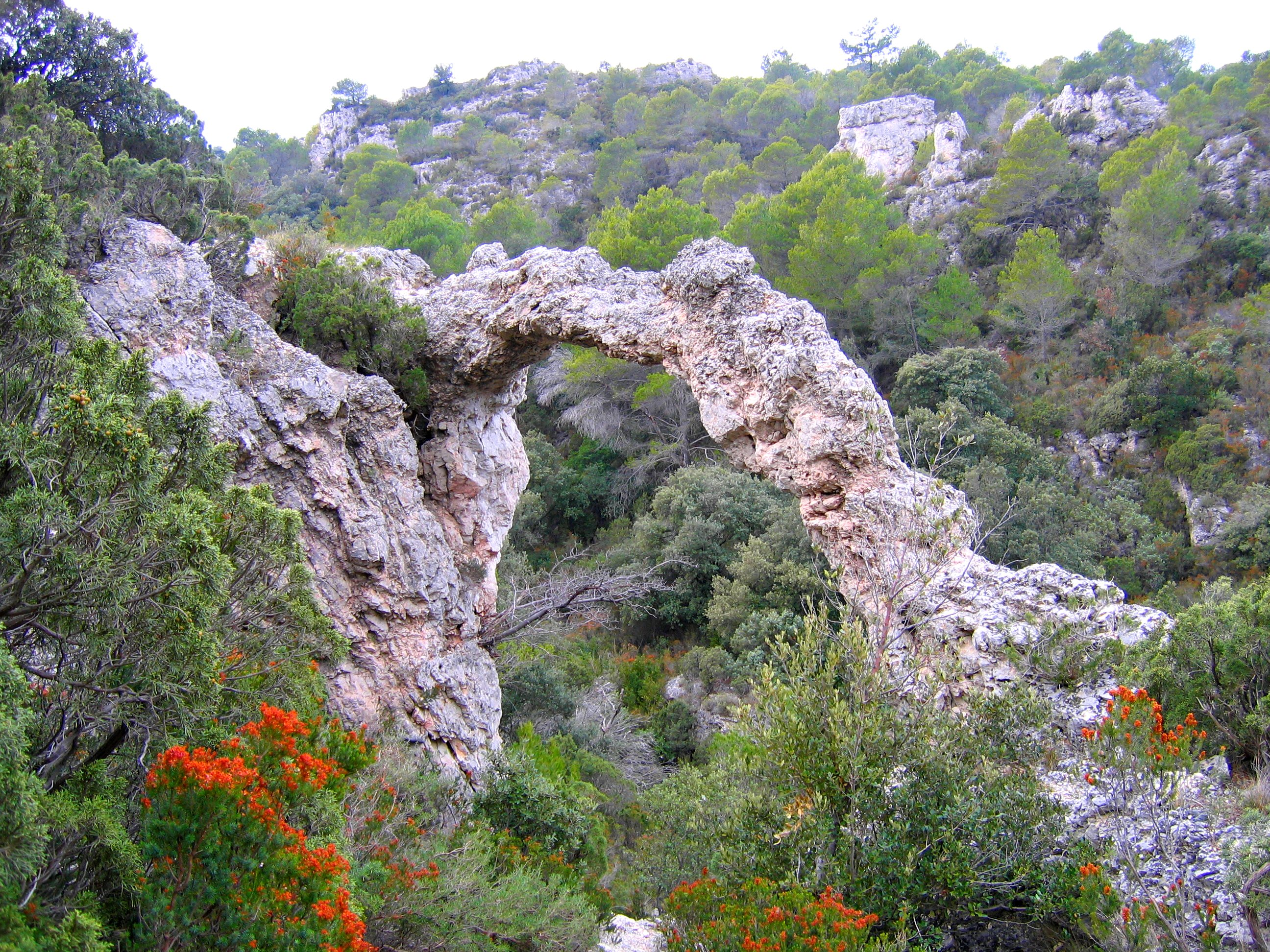
Cirque de Mourèze, Hérault, France.
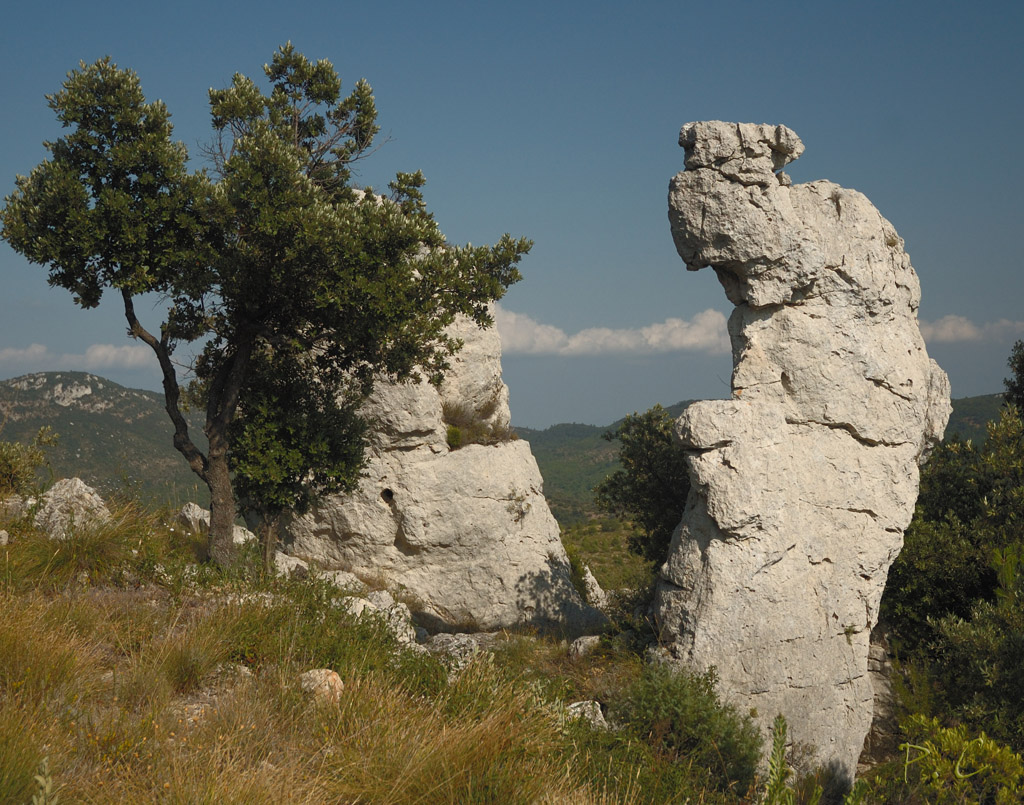
Montagne de la Loube, Var, France.
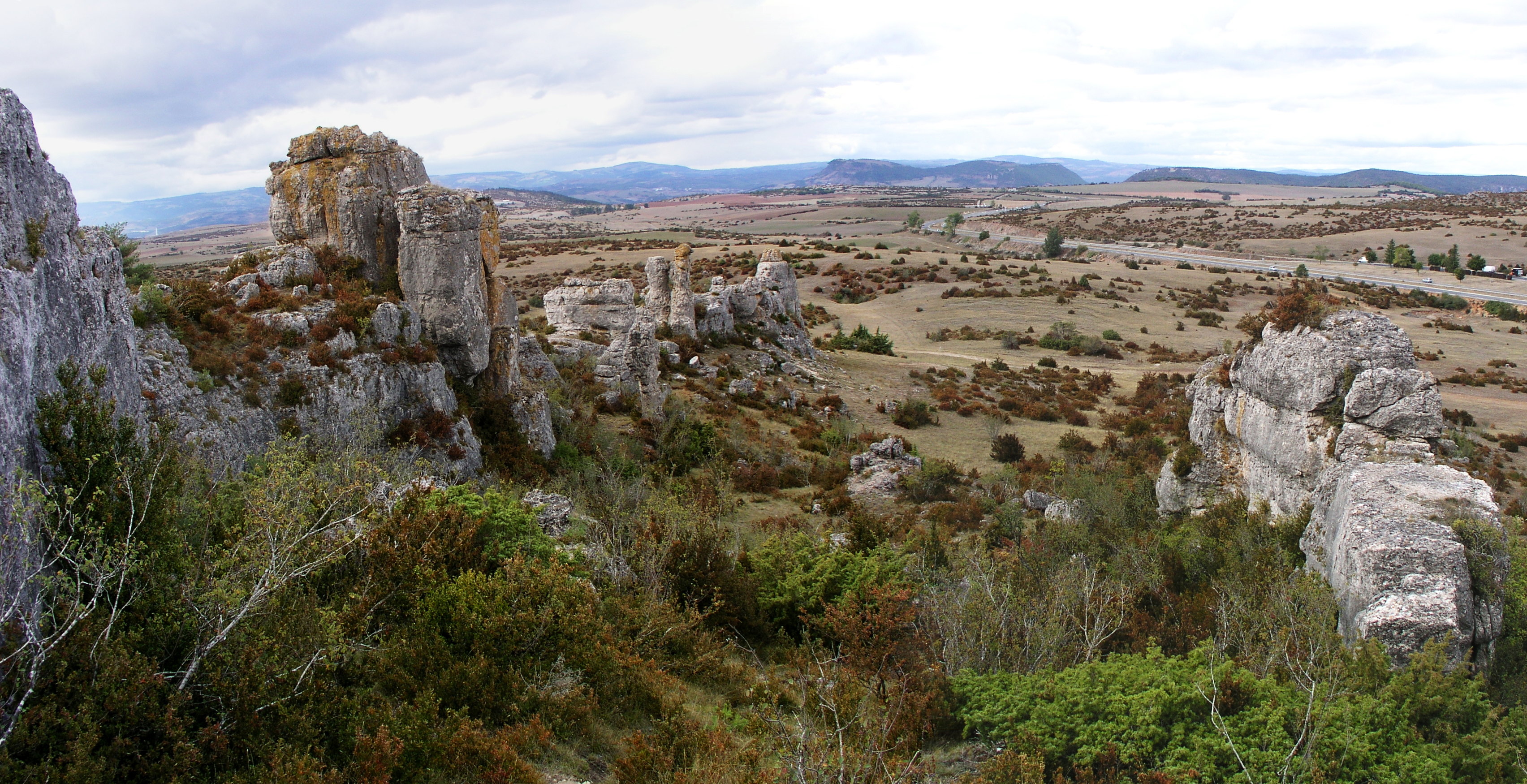
Le Rajal del Gorp sur le causse du Larzac, Millau, Aveyron, France.
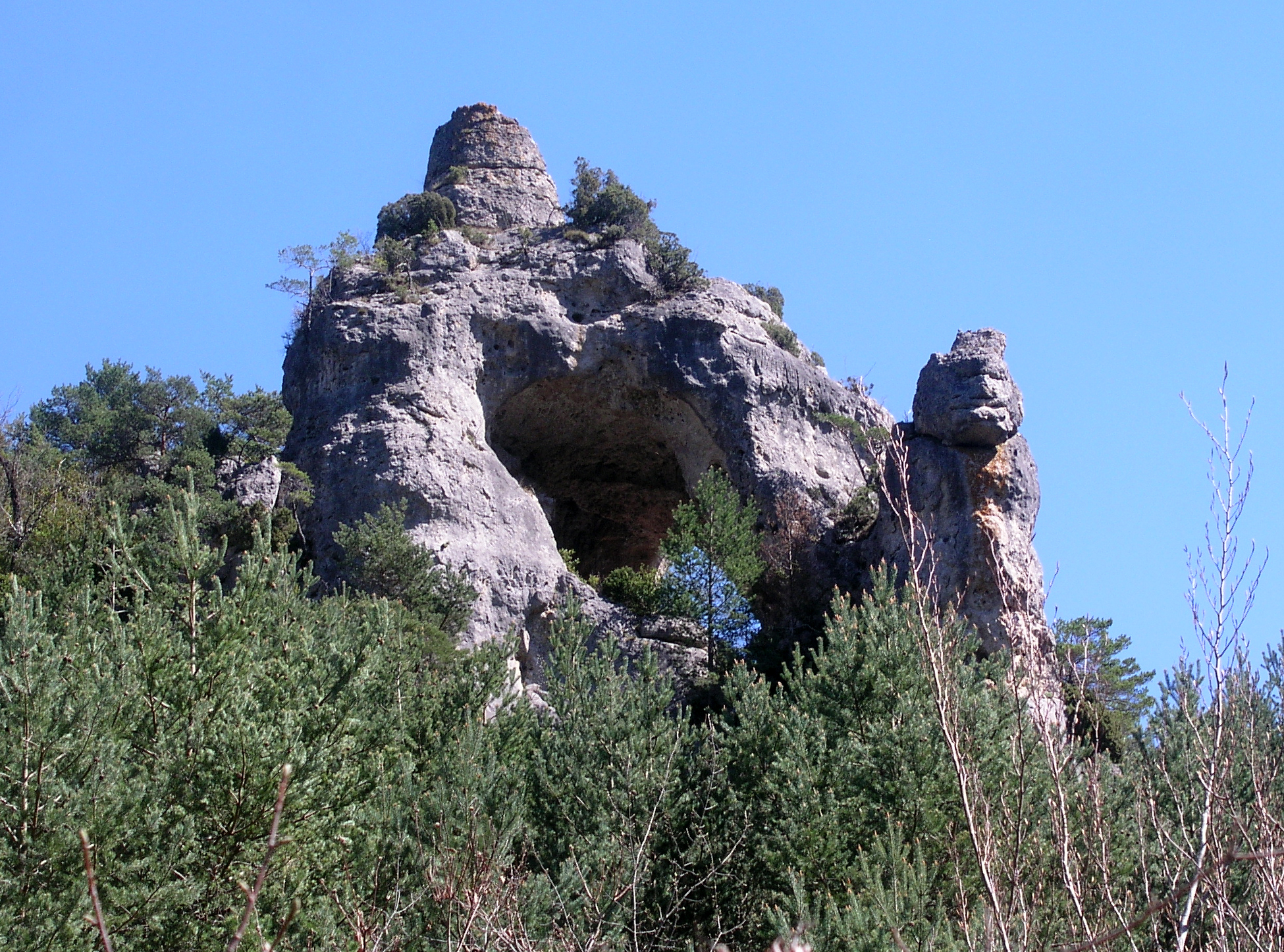
Arche du Valat Nègre sur le causse noir, La Roque-Sainte-Marguerite, Aveyron, France.